# 巴里奥佩德罗
巴里奥佩德罗，是西班牙卡斯蒂利亚-拉曼恰瓜达拉哈拉省的一个市镇。总面积11平方公里，总人口31人（2001年），人口密度3人/平方公里。